# Thea Imani Sturludóttir
Thea Imani Sturludóttir (* 21. Januar 1997 auf Oxford, Großbritannien) ist eine isländische Handballspielerin, die für die isländische Nationalmannschaft aufläuft.

## Karriere

### Im Verein
Thea Imani Sturludóttir erlernte das Handballspielen in der Jugendabteilung von Fylkir Reykjavík, bei dem sie später in der Damenmannschaft aktiv war. Nachdem die Linkshänderin in der Saison 2016/17 mit 144 Treffern die torgefährlichste Spielerin in der Erstligamannschaft von Fylkir war, schloss sie sich dem norwegischen Drittligisten Volda Handball an. Mit Volda stieg sie ein Jahr später in die zweithöchste norwegische Spielklasse auf und erzielte in der Zweitligasaison 2018/19 insgesamt 72 Treffer. Anschließend wurde die Rückraumspielerin vom norwegischen Erstligisten Oppsal IF unter Vertrag genommen.
Thea Imani Sturludóttir lief ab dem Sommer 2020 für den dänischen Erstligisten EH Aalborg auf. Nachdem Thea Imani Sturludóttir in der Zeit bei EH Aalborg mit Verletzungen zu kämpfen hatte, wechselte sie im Januar 2021 zum isländischen Erstligisten Valur Reykjavík. Mit Valur gewann sie 2023, 2024 und 2025 die isländische Meisterschaft sowie 2025 den EHF European Cup.

### In Auswahlmannschaften
Thea Imani Sturludóttir gehörte dem Kader der isländischen Jugend- und Juniorinnennationalmannschaft an. Später rückte sie in das Aufgebot der isländischen A-Nationalmannschaft auf. Mit Island nahm sie bislang nur an der Weltmeisterschaft 2023 teil und schloss das Turnier auf dem 25. Platz ab. Thea Imani Sturludóttir erzielte im Turnierverlauf 27 Treffer.